# كلية الهندسة (جامعة المغتربين)
كلية الهندسة هي إحدى كليات جامعة المغتربين السودانية ، تم إنشاؤها عام 2010م، تعتمد الكلية نظام الساعات المعتمدة في عشرة فصول دراسية.

## أهداف الكلية
1. المساهمة الفاعلة والمؤسسة لتلبية احتياجات البلاد من التدريب الهندسي في المجالات العلمية والفنية ومجالات التقانة ومنح الدرجات العلمية الهندسية.
2. ترقية المعارف والعلوم الإنسانية بالبحث العلمي والمنهجي.
3. استنباط الحلول الملائمة لمشاكل الصناعة.
4. وضع وتطوير الخطط الدراسية والتدريب الحقلي والمعملي و البحث العلمي.
5. التعاون وتبادل الخبرات مع مراكز البحوث ومؤسسات التعليم الهندسي المماثلة داخل القُطر وخارجه.
6. تخريج الكوادر الهندسية المزودة بالمعارف والمهارات التي تؤهلهم لتحقيق الطفرة الهندسية الصناعية.
7. رفع مستوى الأطر المهنية المختلفة.
8. توسيع دائرة الوعي الهندسي وتقديم النصح والإرشاد في سائر دوائر التخصص الهندسي.
9. توظيف إمكانات الكلية وتسخيرها لخدمة البلاد.
10. إقامة البرامج الخاصة والنماذج والمعارف والمؤتمرات المهتمة بالتراث الإسلامي في مجالات التقانة والعلوم الهندسية.
11. الاهتمام بالجمعيات والجماعات العلمية وتوظيف مناشطها لما يحقق الأهداف العامة.

## التخصصات
تمنح الكلية درجة البكالريوس مع مرتبة الشرف في التخصصات الآتية:-
- هندسة الاتصالات
- هندسة الإلكترونيات الصناعية
- الهندسة الكهربائية وتشمل:
  - هندسة القدرة
  - هندسة التحكم
- الهندسة الطبية الحيوية
- الهندسة المدنية
- العمارة

## وصلات خارجية
- الموقع الرسمي للجامعة